# Beats Electronics
Beats Electronics LLC (també conegut com a Beats per Dr. Dre, o simplement Beats by Dre) és una divisió d'Apple Inc. que produeix productes d'àudio. Amb seu a Culver City, Califòrnia, la companyia va ser fundada pel productor de música i el rapper Dr. Dre i el cofundador d'Interscope Records, Jimmy Iovine.Plantilla:Third-party-inline
La línia de productes de la filial se centra principalment en auriculars i altaveus d'excel·lent qualitat de so. La línia de productes originals de la companyia es va fabricar en col·laboració amb l'empresa d'equips AV Monster Cable Products. Després del final del seu contracte amb l'empresa, Beats va continuar desenvolupant els seus productes. El 2014, la companyia es va expandir al mercat de la música en línia amb el llançament del servei de transmissió basat en subscripcions, Beats Music.
El 2011, NPD Group va informar que la quota de mercat de Beats era del 64% als EUA per a auriculars amb un preu superior a 100 dòlars, i la marca es va valorar en mil milions de dòlars el setembre de 2013.
Durant un període, la companyia era majoritària per HTC fabricant de telèfons de Taiwan. El 2012, la companyia va reduir la seva participació al 25%, i durant el 2013 va vendre la seva participació restant en la companyia. Al mateix temps, Carlyle Group va substituir HTC com a accionista minoritari, al costat del Dr. Dre i Iovine a finals de 2013. L'1 d'agost de 2014, Apple Inc. va adquirir Beats per 3.000 milions de dòlars en un acord d'efectiu i accions, la major adquisició en la història d'Apple.

## Història

### Formació

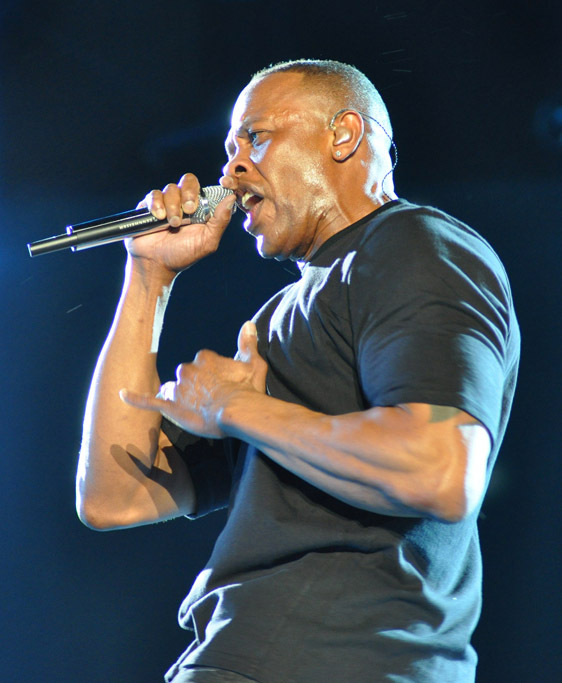
Dr.Dre (en el 2012), empresa co-fundador

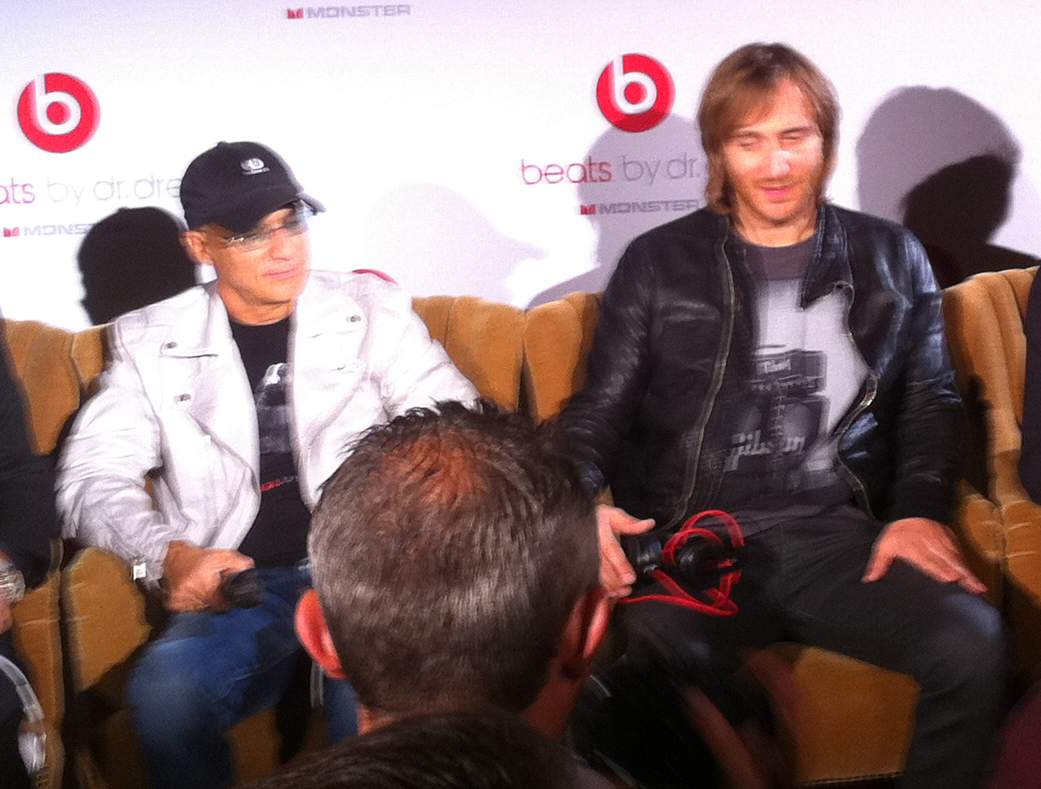
Jimmy Iovine & David Guetta

La companyia es va constituir formalment el 2006, una època en què Iovine va percebre dos problemes clau en la indústria de la música: l'impacte de la pirateria en les vendes de música i la qualitat d'àudio proporcionada pels auriculars de plàstic d'Apple. Lovine més tard va recordar que Dre li va dir: «Home, és una cosa que la gent robi la meva música. Una altra cosa és destruir el sentiment del que he treballat». Iovine buscava les opinions dels músics amb "gran gust", com ara M.I.A., Pharrell Williams, will.i.am i Gwen Stefani. Beats inicialment es va associar amb Monster Cable, un fabricant de components d'àudio i vídeo amb seu a Brisbane, Califòrnia, per fabricar i desenvolupar els primers productes Beats, i va debutar el seu primer producte el 25 de juliol de 2008.
Per promocionar els seus productes, Beats es va basar principalment en els anuncis dels intèrprets de música pop i hip-hop, incloent la col·locació de productes en videos musicals i la col·laboració amb músics i altres celebritats per desenvolupar productes de marca comuna. L'ús de les aprovacions per part dels músics dels grups va ajudar a la companyia a atacar agressivament la població jove per a adults.

### Contracte de compra i no renovació de monitors de Monster
L'agost de 2010, el fabricant de telèfons mòbils HTC va adquirir una participació majoritària del 50,1% en Beats per un valor de 309 milions de dòlars. La compra estava destinada a permetre a HTC competir amb altres fabricants de telèfons mòbils associant-se a la marca Beats, ja que la compra també atorgava a HTC els drets exclusius de fabricar telèfons intel·ligents amb sistemes d'àudio Beats. Malgrat l'adquisició majoritària, HTC va permetre a Beats operar com a empresa autònoma. Luke Wood, president de Beats al maig de 2014, es va unir a la companyia el gener de 2010, quan l'empresa era un "negoci de llicències". Wood havia treballat anteriorment amb Iovine en Interscope Records.

El 19 de gener de 2012, BusinessWeek va informar que "Beats and Monster" no renovaria el seu contracte de producció, i la seva associació va cessar a finals de 2012. Dre i Iovine posteriorment van decidir supervisar tot el funcionament de l'empresa, des de la fabricació fins a la R&D i van doblar la seva plantilla a uns 300 empleats. En definitiva, Monster començaria a comercialitzar la seva pròpia línia competitiva d'auriculars premium dirigits a una demografia més antiga. En aquest moment, ni Dre, Iovine ni Wood van experimentar en el funcionament d'una empresa a un nivell tan gran, però Nani Wood va explicar el 2014:

No tenia experiència en la fabricació, però tenia experiència de construir alguna cosa des de zero... Cada vegada que publiquem un àlbum, era bàsicament construir un nou negoci: un personatge únic de personatges, desafiaments i oportunitats úniques i intentant esbrinar un camí únic al mercat.
A l'octubre de 2012, Beats va donar a conèixer els seus dos primers productes desenvolupats, els auriculars "Beats Executive" i els "Beats Pill" - lovine creia que ara l'empresa hauria de "controlar el seu propi destí" per continuar creixent. Lovine també va comentar sobre com altres fabricants d'auriculars havien intentat emular el model de negoci d'aprovació de celebritats de Beats (inclosos els mateixos monstres que van donar a conèixer els auriculars temàtics Earth, Wind and Fire i Miles Davis en el 2012 Consumer Electronics Show), afirmant que "alguns dels nostres competidors són enginyers barats que mai han estat en un estudi de gravació". Després de la decisió de transformar Beats en una entitat autònoma, els ingressos de la companyia van assolir la marca de US $ 1 mil milions, segons Iovine.

### Venda d'HTC i Beats Music
Al juliol de 2012, HTC va vendre la meitat de la seva participació a Beats per valor de 150 milions de dòlars EUA, sent el major accionista amb el 25,1%. La venda tenia la intenció de proporcionar "flexibilitat per a l'expansió global, mantenint la major participació i l'exclusivitat comercial de HTC en mòbils." L'agost de 2013, es va informar que els fundadors de Beats pretenien recuperar la participació minoritària d'HTC a la companyia i buscar un nou soci no especificat per a una futura inversió.
El 27 de setembre de 2013, HTC va confirmar que vendria la seva participació del 24,84% restant a Beats a la companyia per 265 milions de dòlars. Al mateix temps, Beats va anunciar que el Grup Carlyle fabricaria una inversió minoritària de US $ 500 milions a la companyia. L'oferta global va valorar Beats Electronics en 1.000 milions de dòlars i va ajudar a HTC a obtenir un benefici net de 10,3 milions de dòlars per al quart trimestre de 2013, després de la primera pèrdua trimestral d'HTC en el historial de la companyia.
El nomenament d'un nou cap operatiu (COO), un paper que abans havia omplert Wood, es va anunciar a principis de novembre de 2013. Matthew Costello, anteriorment d'IKEA i HTC, va ser designat formalment en maig de 2014.

El 21 de gener de 2014, la companyia va llançar Beats Music, un servei de transmissió de música en línia basat en subscripcions. Abans del llançament del servei, Beats va declarar que tenia la intenció de proporcionar un tipus d'experiència de transmissió diferent d'allò disponible en el mercat en aquell moment. A més, el servei només estarà disponible per als consumidors als Estats Units a l'inici. Ian Rogers, director executiu de Beats en aquell moment, va dir:
Volíem construir un servei de música que combinés la llibertat d'un servei de subscripció sota demanda: transmissió i descàrrega il·limitada, ininterrompuda i descàrregues de desenes de milions de cançons, però una capa amb funcions principals que et donaria aquesta sensació només de la música que et mou. La cançó correcta en el moment adequat li donarà un escalfament. Feu que estigueu a prop d'algú. Canta al mirall. Desplaceu la finestra del cotxe i gireu el volum cap a la dreta
.

### Producte d'Apple (2014–present)
El 8 de maig de 2014, el Financial Times va informar que Apple estava en negociacions amb Beats per adquirir la companyia per 3.200 milions de dòlars americans, la compra més gran de la història d'Apple, per davant dels seus US $ 429 milions de compra de NeXT el 1996. L'imminent acord es va revelar prematura i indirectament en una foto i un vídeo de YouTube publicat a Facebook per Tyrese Gibson el 8 de maig de 2014; el document va documentar una celebració en la qual Gibson i el Dr. Dre van fer gala de comentaris sobre l'adquisició, amb Dre declarant-se el "primer multimilionari en hip hop". Tant la foto com el vídeo es van retirar de Facebook l'endemà, però tots dos es mantenen al canal de YouTube de Gibson. De fet, els analistes van estimar que el rumorat acord aconseguiria que el Dr. Dre fos el primer multimilionari a la indústria de la hip-hop en termes de valor net, assumint que tenia almenys el 15% de propietat de la companyia abans de l'acord. El Dr. Dre es va enumerar amb un valor net de 550 milions de dòlars en el 2014. També es va estimar que el Grup Carlyle obtindria un benefici de 1.000 milions de dòlars de la seva participació minoritària a la companyia.
El 28 de maig de 2014, Apple va anunciar oficialment la seva intenció d'adquirir Beats Electronics per un valor de US $ 3 mil milions, amb un valor de 400 milions de dòlars, que es pagaria en accions d'Apple i la resta en efectiu. Alguns informes suggereixen que la reducció del valor pot haver estat el resultat d'un nombre de subscriptors més baix del que s'esperava per al servei Beats Music. Lovine va considerar que Beats sempre havia pertangut a Apple, ja que l'empresa es va modelar després de la "incomparable capacitat de casar-se amb la cultura i la tecnologia" d'Apple. Pel que fa a l'acord, el conseller delegat d'Apple,  Tim Cook, va afirmar que "la música és una part important de totes les nostres vides i té un lloc especial dins dels nostres cors a Apple. Per això hem seguit invertint en música i reunim aquests equips extraordinaris de manera que puguem seguir creant els productes i serveis musicals més innovadors del món". Més enllà de la venda de productes Beats als seus punts de venda, Apple no va proporcionar més indicis sobre com Beats s'integraria en la seva línia de productes en el moment, i si Beats Music, que competia amb el mateix servei d'iTunes Radio d'Apple, continuaria operant després de finalització de l'adquisició.
L'adquisició es va tancar l'1 d'agost de 2014; Per eliminar la redundància, Apple va planejar acomiadar a 200 treballadors de la força laboral de Beats d'uns 700
. Beats Music es va suspendre efectiu immediatament amb el llançament d'Apple Music el 30 de juny de 2015.

### Demanda de Bose
El juliol de 2014, Bose Corporation va demandar a Beats Electronics, al·legant que la seva línia "Studio" incorporava tecnologia de cancel·lació de soroll que infringia cinc patents en poder de la companyia. Bose també ha demanat un mandat que prohibeixi que els productes infractors siguin importados o venuts als Estats Units. La demanda va ser resolta fora del tribunal. Apple va treure tots els productes de Bose dels seus punts de venda, encara que no estava clar si es tractava d'una resposta a la demanda o un conflicte de màrqueting d'emboscada que involucra a Beats i la NFL (que recentment havia nomenat a Bose com un dels seus patrocinadors oficials i, per tant, va multar a un jugador per mostrar el logotip de Beats durant una activitat oficial), o a conseqüència de l'adquisició per part d'Apple de Beats. No obstant això, dos mesos més tard, els productes de Bose van tornar als prestatges d'Apple Stores. Les empreses es van establir a l'octubre de 2014: els detalls no es van donar a conèixer.

### Demanda de Monstre
El gener de 2015, Monster Inc. va demandar a Beats per frau, al·legant que l'empresa havia usat tàctiques il·lícites per obligar Monster a sortir de l'empresa, tot conservant els drets de les tecnologies i productes que havia desenvolupat, i es va comprometre a fer malbé el propi Monster negoci de productes d'àudio. Monster va argumentar que l'adquisició de Beats per part de HTC i la posterior recompensa dels seus fundadors era una "farsa" per fer-se amb la participació de Monster en la companyia, que podria haver estat valorada en més de 100 milions de dòlars en la compra d'Apple, que la companyia havia "amagat" "el paper de Monster i el seu director general Noel Lee en el disseny i l'enginyeria dels seus productes. Monster també va al·legar que Beats havia participat en pràctiques anticompetitives amb els minoristes per obligar aquells que ofereixen productes Beats per no oferir productes competitius de Monster.
El juny de 2015, el Wall Street Journal va informar que, en represàlia del plet, Apple Inc. va revocar la pertinença de Monster en el Programa MFI el 5 de maig de 2015, el que significa que Monster ja no pot fabricar accessoris amb llicència per a productes iPhone, iPod i iPad, i ha de cessar la venda de productes amb llicència existents que continguin la certificació o tecnologia llicenciada a través del programa abans de setembre de 2015.
El cas va ser acomiadat a l'agost de 2016, amb un decret de la Cort Suprema que Beats "tenia dret a rescindir l'acord a partir del 7 de gener de 2013 o quan hi hagués una transacció que provocés un canvi de control de Beats", i que Monster "no obté el dret d'aprovar el canvi de control, ni l'acord exigeix que cap canvi de control hagi de ser objectivament raonable".

## Productes

### Àudio personal
La línia de producte original de Beats era auriculars Beats by Dre. En materials promocionals, Dre va resumir els avantatges de la línia al·legant que els oïdors no podien escoltar tota la música amb la majoria d'auriculars, i que Beats permetria a les persones "escoltar el que escolten els artistes". En comparació amb la majoria d'auriculars, els productes Beats es van caracteritzar per fer èmfasi en la producció de grans quantitats de baix, i es van optimitzar especialment cap al hip-hop i la música popular. A l'octubre de 2012, Beats va donar a conèixer els seus dos primers productes desenvolupats, els auriculars de cancel·lació de soroll Beats Executive (per competir amb ofertes similars de Bose i Sennheiser) i l'altaveu portàtil Beats Pill. A l'octubre de 2015, Beats va llançar una nova col·lecció de parlants, incloent l'actualització Beats Pill+Speaker.

#### Beats Studio 3
Actualment són els auriculars sense fils de gamma alta que ofereix Beats. Es connecta per bluetooth i té una durada de 40 hores de durada. Amb la cancel·lació del so, té 22 hores de vida útil de la bateria. El xip W1 d'Apple ofereix una connexió ràpida als dispositius Apple que funcionen amb iOS 10 o versions posteriors, MacOS Sierra o WatchOS 4, a més de tecnologia de cancel·lació de soroll adaptativa pura que utilitza micròfons tant dins com fora les tasses de l'oïda per mesurar els nivells sonors basats en el medi ambient i el pentinat dels usuaris o si hi ha cap barret o ulleres al capçal dels usuaris i calibra automàticament la cancel·lació de soroll i el nivell de volum en conseqüència. Es presenta en una àmplia gamma de colors, incloent negre i blau.

### Beats Audio
L'empresa també ha autoritzat la marca Beats, sota el nom de Beats Audio. El 2009, HP va començar a oferir ordinadors personals equipats amb sistemes Beats Audio, començant per la seva línia d'HP Envy. El sistema inclou un equalitzador de programari amb un ajustament en que HP comercialitza com a optimitzat per a una sortida de so de més qualitat. Beats Electronics va deixar d'associar-se amb HP després de la compra d'Apple Inc. Posteriorment, HP va arribar a un acord similar amb Bang & Olufsen.
Després de la seva adquisició d'una participació en la companyia, la majoria dels nous telèfons intel·ligents d'HTC van començar a publicar-se amb el programari Beats Audio, començant pel HTC Sensation XE / XL amb Beats Audio al setembre de 2011. El programari s'hauria d'incloure en la majoria dels dispositius HTC nous, com ara la sèrie One. El Sensation XE i Rezound també van ser agrupats amb auriculars Beats per Dre, però HTC va abandonar la pràctica en futurs dispositius. Un executiu de productes HTC va afirmar que, malgrat la prominència de la marca Beats, "un accessori com l'auricular no té en compte quan algú compra un telèfon intel·ligent".

#### Car audio
El 2011, Beats va arribar a un acord amb Chrysler LLC per presentar sistemes d'àudio Beats en els seus vehicles. El primer vehicle en el marc de l'associació va ser el seu vehicle de luxe Chrysler 300S en el 2012, que incloïa un sistema de so de 10 parlants Beats. Els sistemes d'àudio Beats també s'han inclòs en models de les altres marques de Fiat Chrysler Automobiles. Les marques d'automòbils que actualment disposen de sistemes d'àudio Beats en els seus vehicles són Dodge, Chrysler, Jeep, Fiat i Volkswagen.

### Beats Music
El 2 de juliol de 2012, Beats va anunciar que havia adquirit el servei de música en línia MOG, en una compra que es va informar que havia estat entre $ 10 i $ 16 milions. Beats va afirmar que l'adquisició era part de l'objectiu de la companyia de desenvolupar una "experiència de música veritablement extremada".
Tot i que MOG va indicar que continuaria funcionant de manera independent sense canvis immediats en el servei, Beats va anunciar posteriorment un nou servei de música en línia basat en subscripcions, conegut com a Beats Music, que es va iniciar el gener de 2014. En comparació amb els seus competidors, com Spotify i Google Play Music, el servei emfatitza les recomanacions dels professionals de la música juntament amb les recomanacions algorítmiques. El MOG es va tancar el 31 de maig de 2014, i els usuaris existents van ser dirigits a Beats Music. Beats Music va ser substituït per Apple Music al juny de 2015; el servei també incorpora una estació de ràdio en línia Beats, Beats 1.

## Recepció crítica
Alguns crítics afirmen que els productes Beats destaquen l'aparença sobre la qualitat i la funció, argumentant que els productes més duradors i de millor soció estan disponibles pel mateix preu o inferior. Les proves realitzades en un telèfon intel·ligent HTC amb Beats Audio van indicar que la tecnologia d'àudio és una combinació d'equalització d'àudio que augmenta els baixos i els alts del rang d'àudio, la compressió d'àudio i l'amplificació d'àudio. Sobre les acusacions de que els productes de Beats eren "baixos pesats", el president actual de Beats ho nega, citant que els seus productes no són de referència, sinó per a la reproducció.